# Jan Fryk
Jan Fryk, född 1950, är en svensk civiljägmästare, skoglig doktor (1984) samt för detta verkställande direktör vid Skogforsk. Han invaldes 1990 som ledamot av Skogs- och Lantbruksakademien och blev 1994 ledamot av Ingenjörsvetenskapsakademien.